# Agiprand
Agiprand (eerste helft 8e eeuw) was hertog van Spoleto van 742 tot 744, hij was een neef van hertog Thrasimund II.
Thrasimund II was al eens afgezet in 739 door koning Liutprand van de Longobarden en had toen zijn toevlucht gezocht bij Paus Gregorius III (731-741). De nieuwe Paus Zacharias spande samen met koning Liutprand en Thrasimund voor een tweede maal afgezet. Agiprand werd aangesteld tot nieuwe hertog. In 744 stierf koning Liutprand en Thrasimund heroverde zijn hertogdom. 